# Meloreostosi
La meloreostosi è una patologia dello sviluppo e una displasia mesenchimale in cui la corticale ossea si allarga e diventa iperdensa in una distribuzione sclerotomica. La condizione inizia durante l'infanzia ed è caratterizzata da un ispessimento delle ossa. Il dolore è un sintomo frequente e spesso l'osso può assumere un aspetto di una cera di candela che gocciola.